# 69 Virginis
69 Virginis, som är stjärnans Flamsteed-beteckning, är en ensam stjärna i den södra delen av stjärnbilden Jungfrun,. Den har en genomsnittlig skenbar magnitud på ca 4,76 och är svagt synlig för blotta ögat där ljusföroreningar ej förekommer. Baserat på parallaxmätning inom Hipparcosuppdraget på ca 12,6 mas, beräknas den befinna sig på ett avstånd på ca 259 ljusår (ca 79 parsek) från solen. Den rör sig närmare solen med en heliocentrisk radialhastighet på ca -13 km/s. Ljuset från stjärnan är polariserat på grund av mellanliggande interstellärt stoft. 

## Egenskaper
59 Virginis är en orange till gul jättestjärna av spektralklass K0 III-IIIb CN1.5 CH0.5, som visar överskott av CN- och CH-molekyler i spektrumet. Den ingår i röda klumpen, vilket betyder att den befinner sig på den horisontella jättegrenen och genererar energi genom termonukleär fusion helium i dess kärna. Den har en massa som är ca 3,5 solmassor, en radie som är ca 15 solradier  och utsänder ca 87 gånger mera energi än solen från dess fotosfär vid en effektiv temperatur på ca 4 900 K.
69 Virginis är en misstänkt variabel, som varierar mellan visuell magnitud +4,75 och 4,79 utan någon fastställd periodicitet.